# Carter (Wyoming)
Carter is een plaats (census-designated place) in de Amerikaanse staat Wyoming, en valt bestuurlijk gezien onder Uinta County.

## Demografie
Bij de volkstelling in 2000 werd het aantal inwoners vastgesteld op 8.

## Geografie
Volgens het United States Census Bureau beslaat de plaats een oppervlakte van
7,9 km², geheel bestaande uit land. Carter ligt op ongeveer 1982 m boven zeeniveau.

## Plaatsen in de nabije omgeving
De onderstaande figuur toont nabijgelegen plaatsen in een straal van 80 km rond Carter.